# Josef Konečný (poslanec sociální demokracie)
Josef Konečný (21. března 1882 Velká nad Veličkou – únor 1943 Prostějov) byl československý politik a meziválečný poslanec Národního shromáždění za Československou sociálně demokratickou stranu dělnickou.

## Biografie
Podle údajů k roku 1923 byl profesí úředníkem v Brně a následně správcem okresní nemocenské pokladny v Prostějově.
Po parlamentních volbách v roce 1920 se stal za Československou sociálně demokratickou stranu dělnickou poslancem Národního shromáždění. Mandát ale získal až dodatečně roku 1923 jako náhradník poté, co zemřela poslankyně Františka Skaunicová.